# HD 190228
HD 190228 (HIP 98714) — звезда в созвездии Лисички на расстоянии около 202 световых лет от нас.

## Звезда
HD 190228 относится к классу жёлтых субгигантов. Температура её поверхности составляет 5312 кельвинов. Масса звезды равна приблизительно 1,82 массы Солнца. Возраст звезды оценивается в 10—14 миллиардов лет.

## Планетная система
В 2000 году группа астрономов объявила об открытии планеты HD 190228 b в данной звёздной системе. Она приблизительно в 5 раз массивнее Юпитера, вращается на расстоянии от родительской звезды в 2,31 а. е. Орбита у неё вытянутая и периодически находится в обитаемой зоне. Полный оборот вокруг звезды планета совершает за 1127 суток.